# Стеніжа
Стеніжа (рум. Stănija) — село у повіті Хунедоара в Румунії. Входить до складу комуни Бучеш.
Село розташоване на відстані 310 км на північний захід від Бухареста, 33 км на північ від Деви, 82 км на південний захід від Клуж-Напоки, 143 км на схід від Тімішоари.

## Населення
За даними перепису населення 2002 року у селі проживали 483 особи, усі — румуни. Усі жителі села рідною мовою назвали румунську.